# José Gomes (ur. 1999)
José Gomes (ur. 8 kwietnia 1999 w Bissau) – portugalski piłkarz występujący na pozycji napastnika.

## Kariera klubowa
Wychowanek klubu SL Benfica, do którego trafił w 2012 roku. W kwietniu 2015 podpisał pierwszy profesjonalny kontrakt z Benficą. 6 sierpnia 2016 w zremisowanym 1:1 meczu z CD Cova da Piedade zadebiutował w drugiej drużynie tego klubu, natomiast w pierwszej drużynie zadebiutował 9 września 2016 w wygranym 2:1 meczu ligowym z FC Arouca.
11 lutego 2020 został wypożyczony do końca sezonu 2019/2020 do Lechii Gdańsk.

## Kariera reprezentacyjna
Reprezentant Portugalii w kadrach od U-15 do U-20.
W 2016 wraz z reprezentacją do lat 17 wygrał mistrzostwa Europy po pokonaniu w finale Hiszpanii 1:1 (5:4 po rzutach karnych) i został królem strzelców tego turnieju z 7 golami.

## Styl gry
Potrafi dobrze odnajdywać się w polu karnym i wykańczać akcje.